# Bourrou
Bourrou ist eine französische Gemeinde mit 132 Einwohnern (Stand 1. Januar 2022) im Département Dordogne in der Region Nouvelle-Aquitaine (vor 2016: Aquitanien). Die Gemeinde gehört zum Arrondissement Périgueux und zum Kanton Périgord Central.
Der Name in der okzitanischen Sprache lautet Borron und geht auf den gallorömischen Namen Burrus oder Boro(n) zurück, der wiederum germanischen Ursprungs ist.
Die Einwohner werden Bourrounais und Bourrounaises oder Bourrois und Bourroises genannt.

## Geographie
Bourrou liegt ca. 20 km südwestlich von Périgueux und ca. 25 km nordwestlich von Bergerac an der Grenze der Regionen Landais und Périgord Central in der historischen Provinz Périgord.
Umgeben wird Bourrou von den Nachbargemeinden:
|             | Manzac-sur-Vern                             | Saint-Paul-de-Serre |
| Jaure       | Kompassrose, die auf Nachbargemeinden zeigt | Grun-Bordas         |
| Villamblard | Douville                                    |                     |

Bourrou liegt im Einzugsgebiet des Flusses Dordogne. Ein namenloser Fluss entspringt auf dem Gebiet der Gemeinde und mündet als linker Nebenfluss in den Vern.

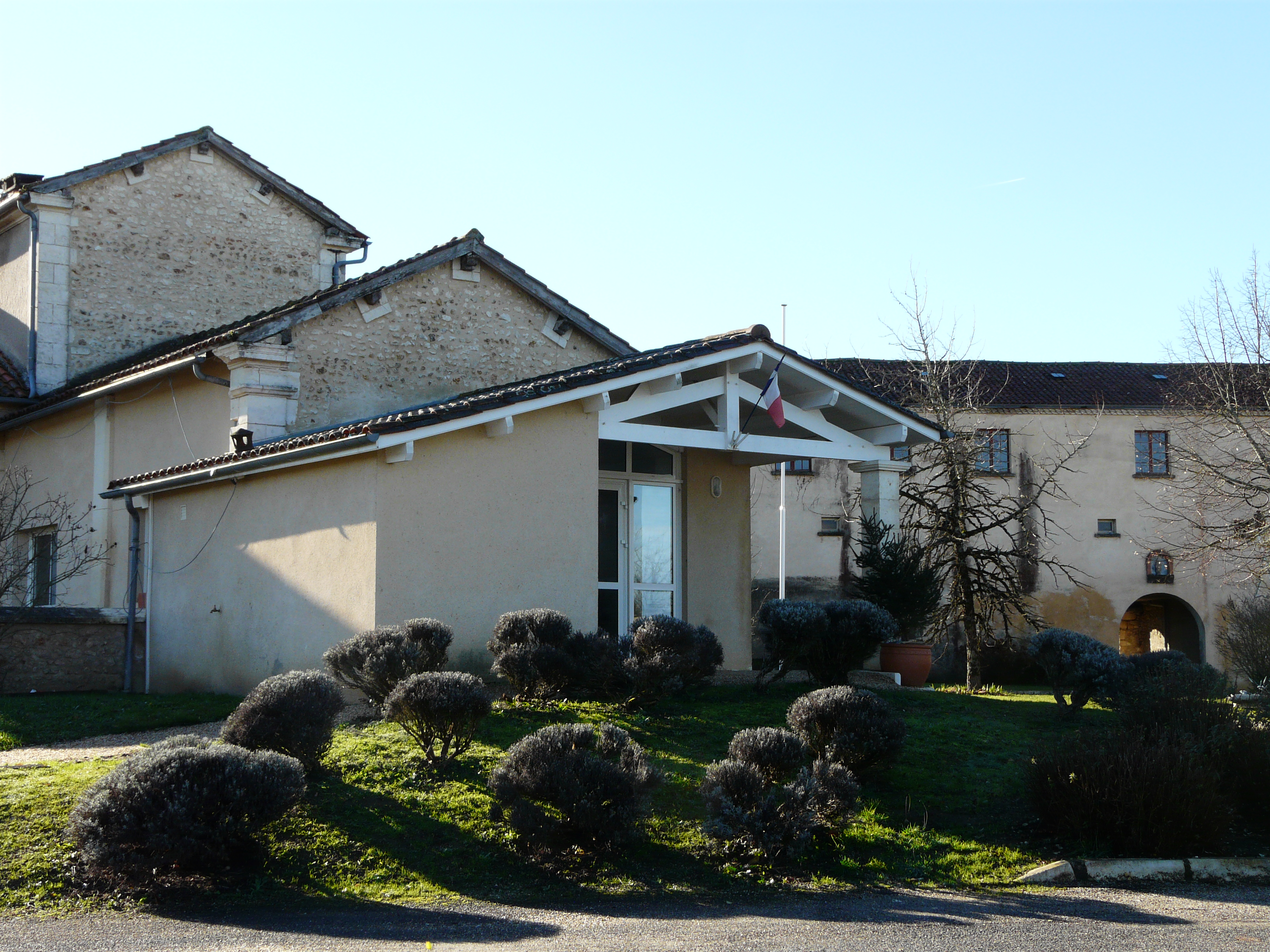
Rathaus von Bourrou

## Geschichte
Spuren einer Besiedelung des Gebiets der Gemeinde reichen bis in die gallorömische Zeit zurück. Aquitanien wurde 418 eine Provinz der Westgoten, die sich an den Ufern der größeren Flüsse niederließen. Mit dem Sieg des fränkischen Königs Chlodwig I. über den Westgoten Alarich II. in der Schlacht von Vouillé im Jahre 507 sollte die Region Teil des Frankenreichs werden, doch die Dordogne wollte lieber ihre Unabhängigkeit, so dass es zwischen 700 und 708 zu kriegerischen Auseinandersetzungen kam, unter denen auch Bourrou zu leiden hatte. Die Dordogne und damit auch die Gemeinde waren in dem Hundertjährigen Krieg und den Hugenottenkriegen involviert, bevor die erste Rebellion der Croquants aufgrund der Erhebung neuer Steuern ausbrach und auch die Region erfasste. Während der Französischen Revolution nahm der Pfarrer von Bourrou in der Nationalversammlung teil, um an der Vereinigung des französischen Klerus zu wirken.

### Toponymie
Toponyme und Erwähnungen von Bourrou waren:
- Borrellum und Borronium (1337 bzw. 1360, Collection de l’abbé de Lespine),
- Michael de Borro und Nemus de Borrona (1472 bzw. 1490, Notarielle Register),
- Bourout (1750 Karte von Cassini),
- Bourrou (1793 und 1801, Notice Communale bzw. Bulletin des Lois).[5][6][7]

### Einwohnerentwicklung
Nach Beginn der Aufzeichnungen stieg die Einwohnerzahl in der ersten Hälfte des 19. Jahrhunderts auf einen Höchststand von rund 435. In der Folgezeit sank die Größe der Gemeinde bei kurzen Erholungsphasen bis zu den 1930er Jahren auf rund 130 Einwohner, bevor sich eine Wachstumsphase bis zu den 1960er Jahren einstellte, die die Zahl der Einwohner auf einen relativen Höchststand von rund 190 hob. Eine Phase der Stagnation setzte anschließend ein, die bis heute anhält.
| Jahr      | 1962 | 1968 | 1975 | 1982 | 1990 | 1999 | 2006 | 2010 | 2022 |
| --------- | ---- | ---- | ---- | ---- | ---- | ---- | ---- | ---- | ---- |
| Einwohner | 181  | 189  | 173  | 176  | 155  | 153  | 156  | 142  | 132  |

## Städtepartnerschaften
Bourrou unterhält über den ehemaligen Kanton Vergt seit 1996 eine Städtepartnerschaft mit:
- Saint-Jacques-de-Montcalm in der kanadischen Provinz Québec.[9]

## Sehenswürdigkeiten

### PfarrkircheSaint-Michel

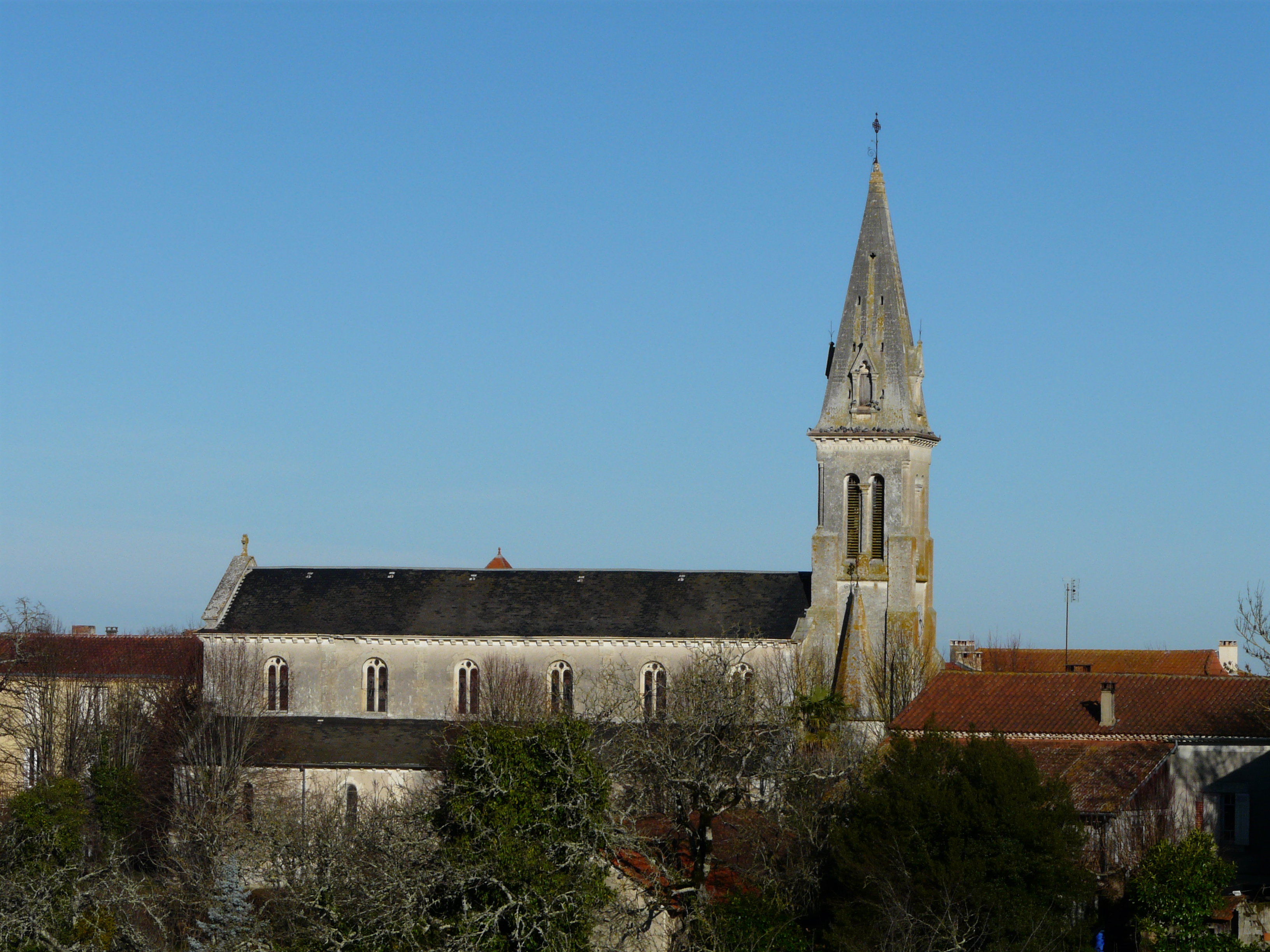
Pfarrkirche Saint-Michel

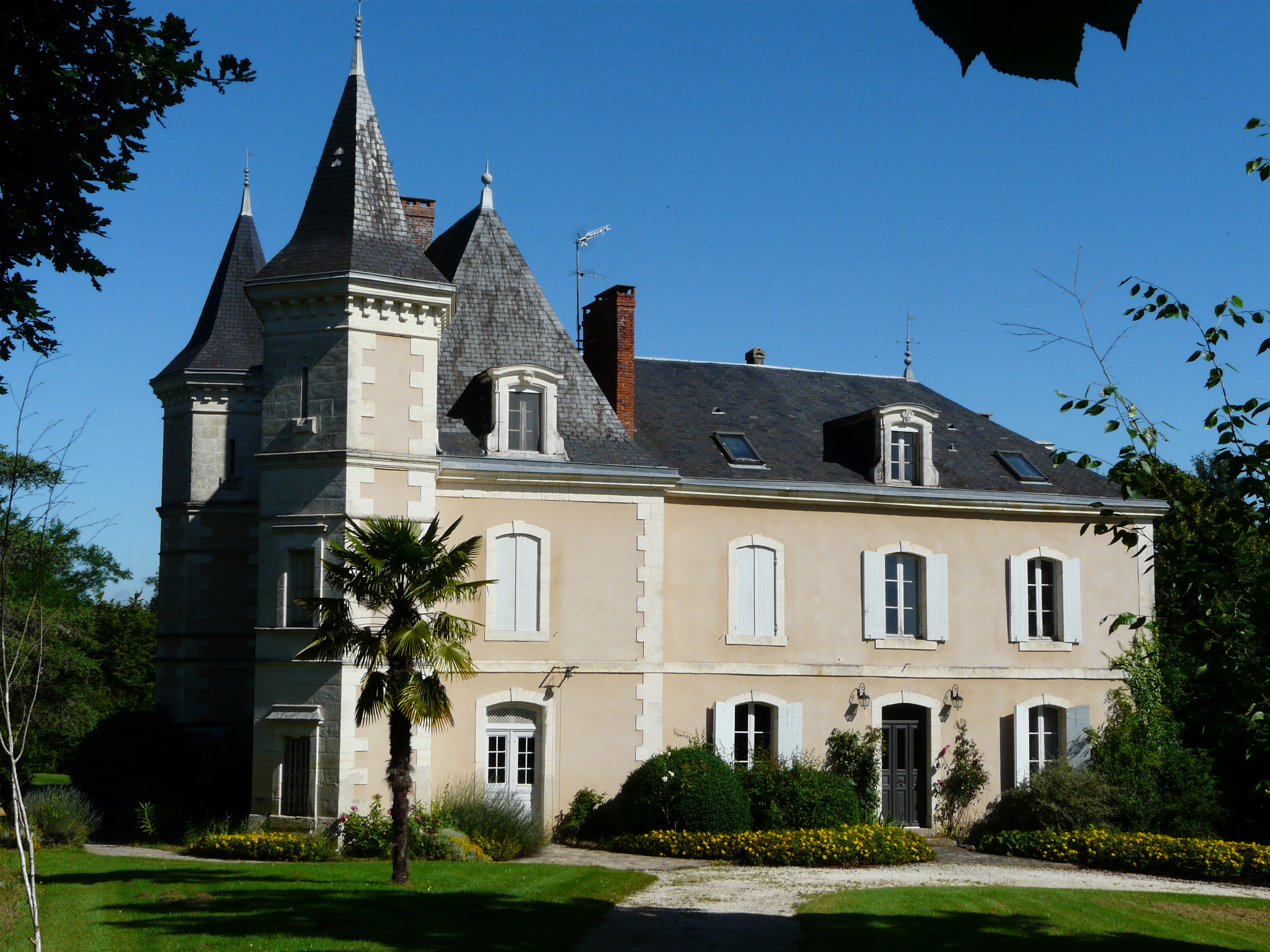
Schloss Monciaux

Eine einfache Kapelle, von der allein die flache Apsis übrig geblieben ist, wurde im Jahre 1500 erbaut. Die heutige, dem Erzengel Michael geweihte Kirche wurde in der zweiten Hälfte des 19. Jahrhunderts mit finanzieller und tatkräftiger Unterstützung der Gemeinde neu gebaut und vergrößert. Am 18. August 1868 wurde sie eingeweiht. Sie besteht aus einem Langhaus mit einem  Haupt- und zwei Seitenschiffen. Das ehemalige Eingangsportal im Westen ist mit fünf spitzbogenförmigen Archivolten ausgestaltet. Der heutige Eingang zu einer Vorhalle im Osten ist mit einer breiten Archivolte verziert, die auf kleinen Säulen ruht. Über der Vorhalle erhebt sich der Glockenturm mit Rundbogenfenstern und einem spitzen Dach. Über dem Eingang befindet sich eine steinerne Statue, darüber eine Turmuhr. Zu beiden Seiten des Glockenturms streben kleine sechseckige Türme empor. Sie besitzen schmale Öffnungen, die an Schießscharten erinnern. An ihren Spitzen sind schmiedeeiserne Kreuze zu erkennen, die bis zur halben Höhe des Glockenturms reichen. Das Haupt- und die beiden Seitenschiffe sind mit vierteiligem Kreuzrippengewölbe ausgestattet. Zahlreiche Glasfenster entstammen der Glasmalereiwerkstatt der Karmelitinnen von Le Mans. In der Nähe der Kirche befindet sich ein Konvent, der von rund zehn Nonnen bewohnt ist, die sich um ältere und behinderte Mitmenschen kümmern.

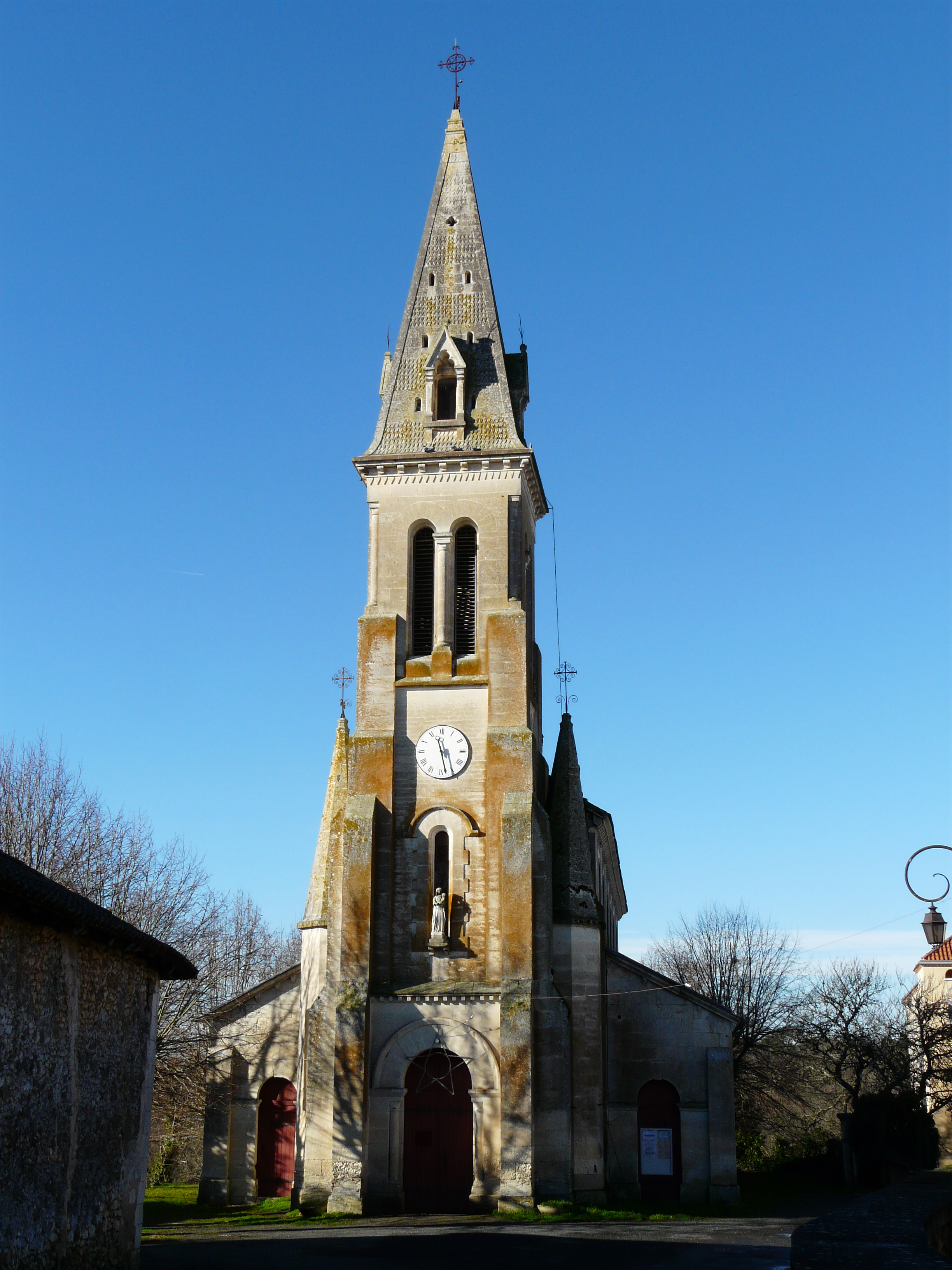
Glockenturm über dem Eingang an der Ostseite
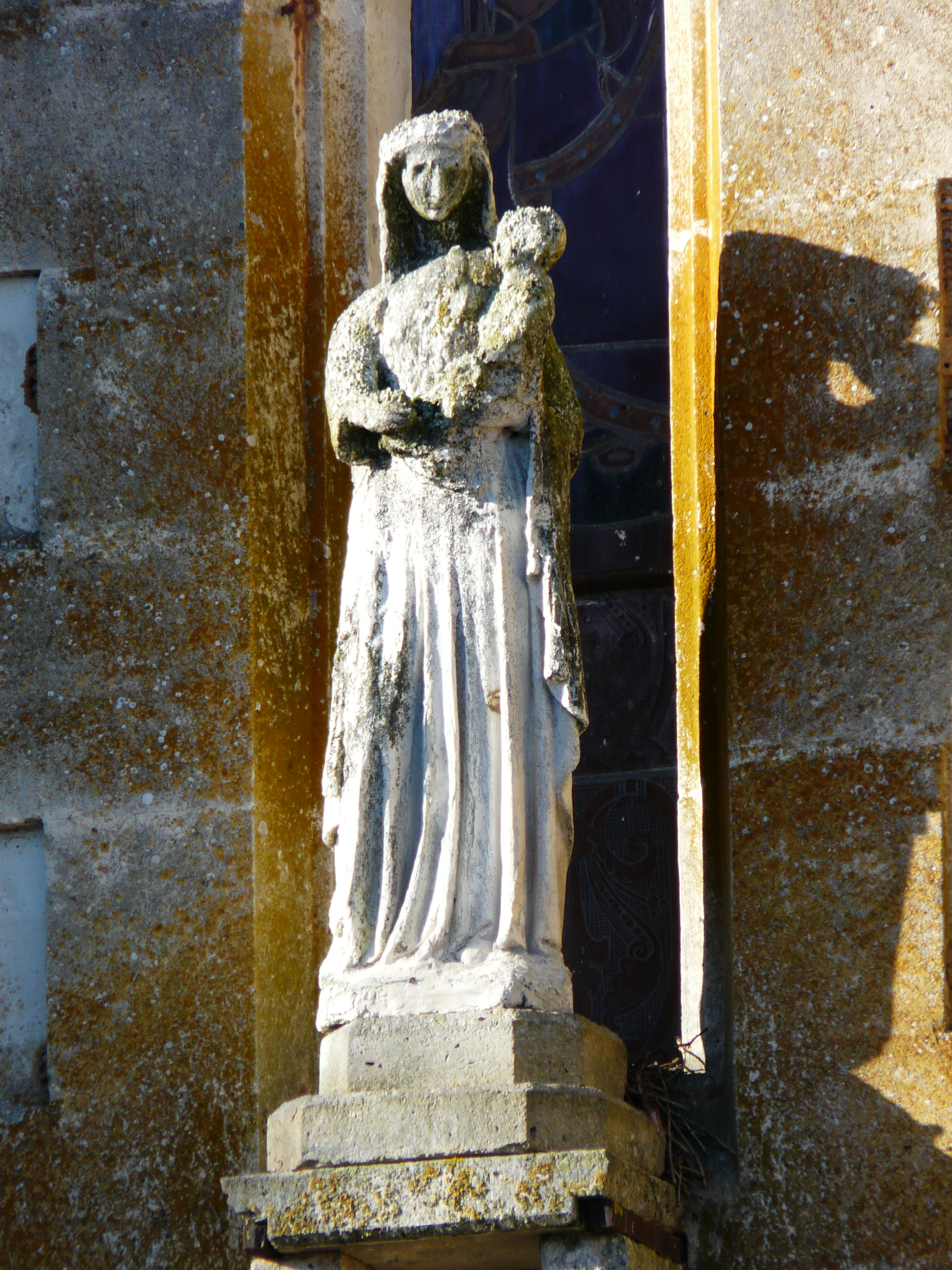
Statue über dem Eingang
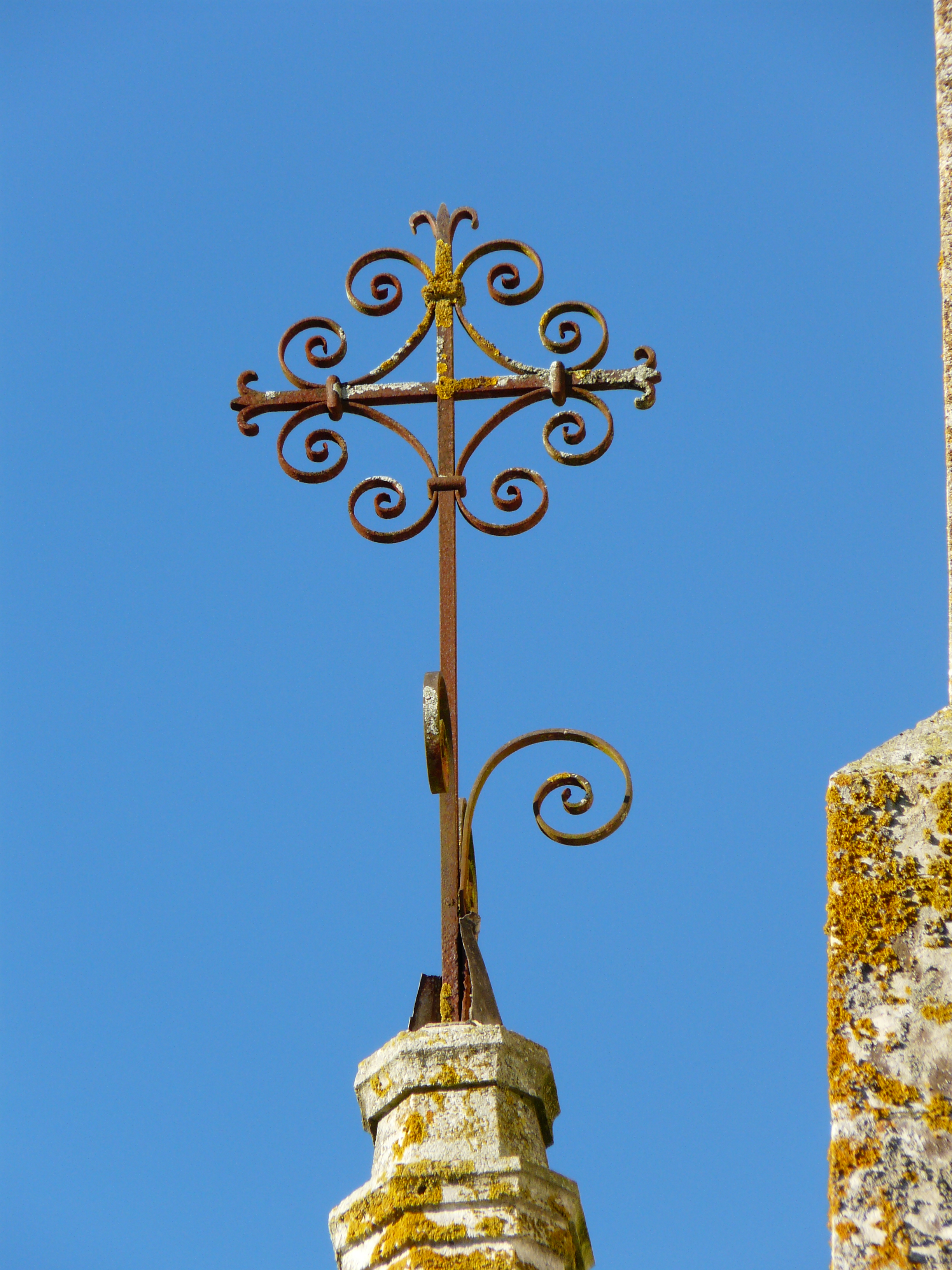
Eisernes Kreuz auf der Spitze einer der beiden Seitentürmchen
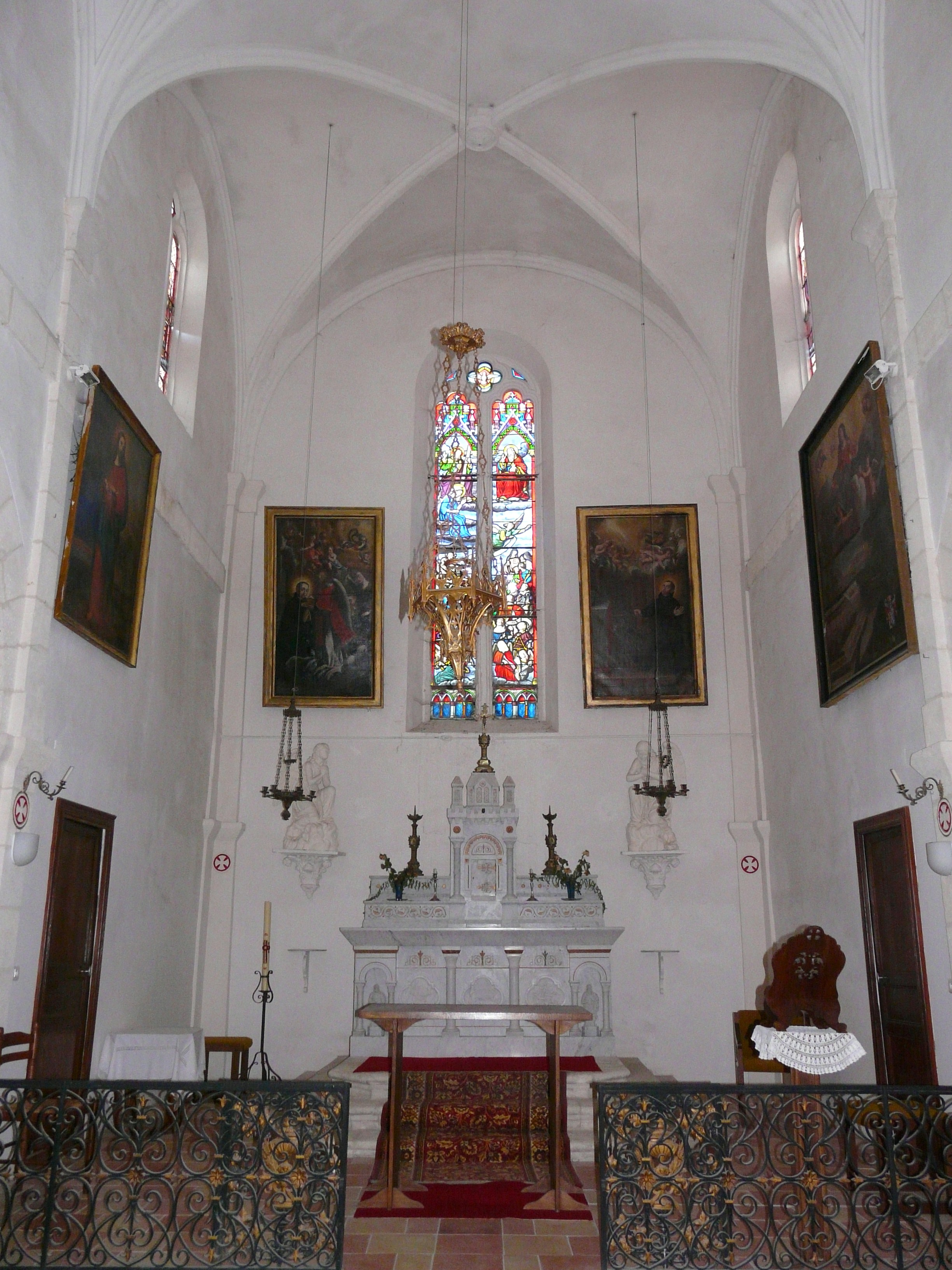
Chor
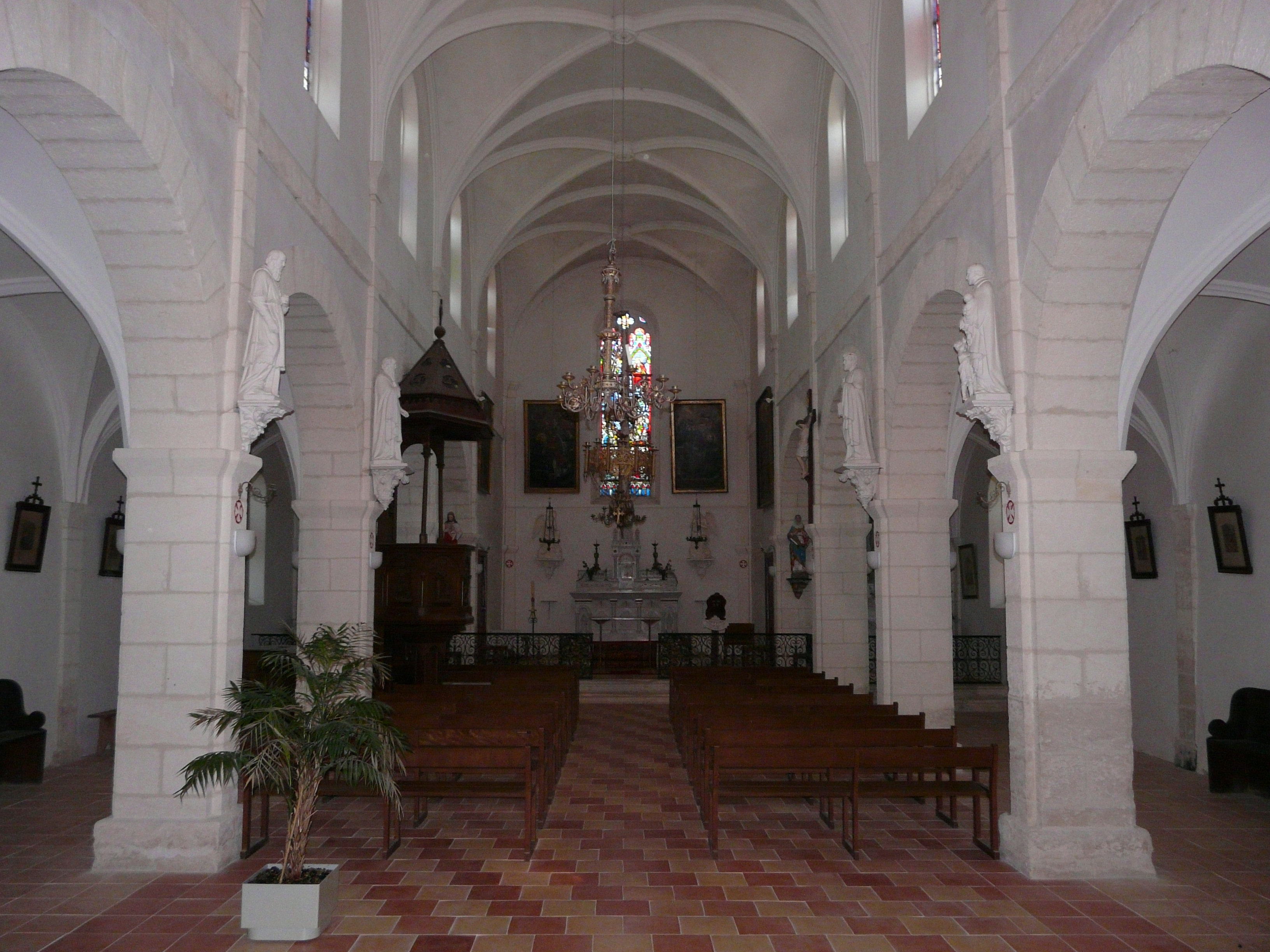
Hauptschiff
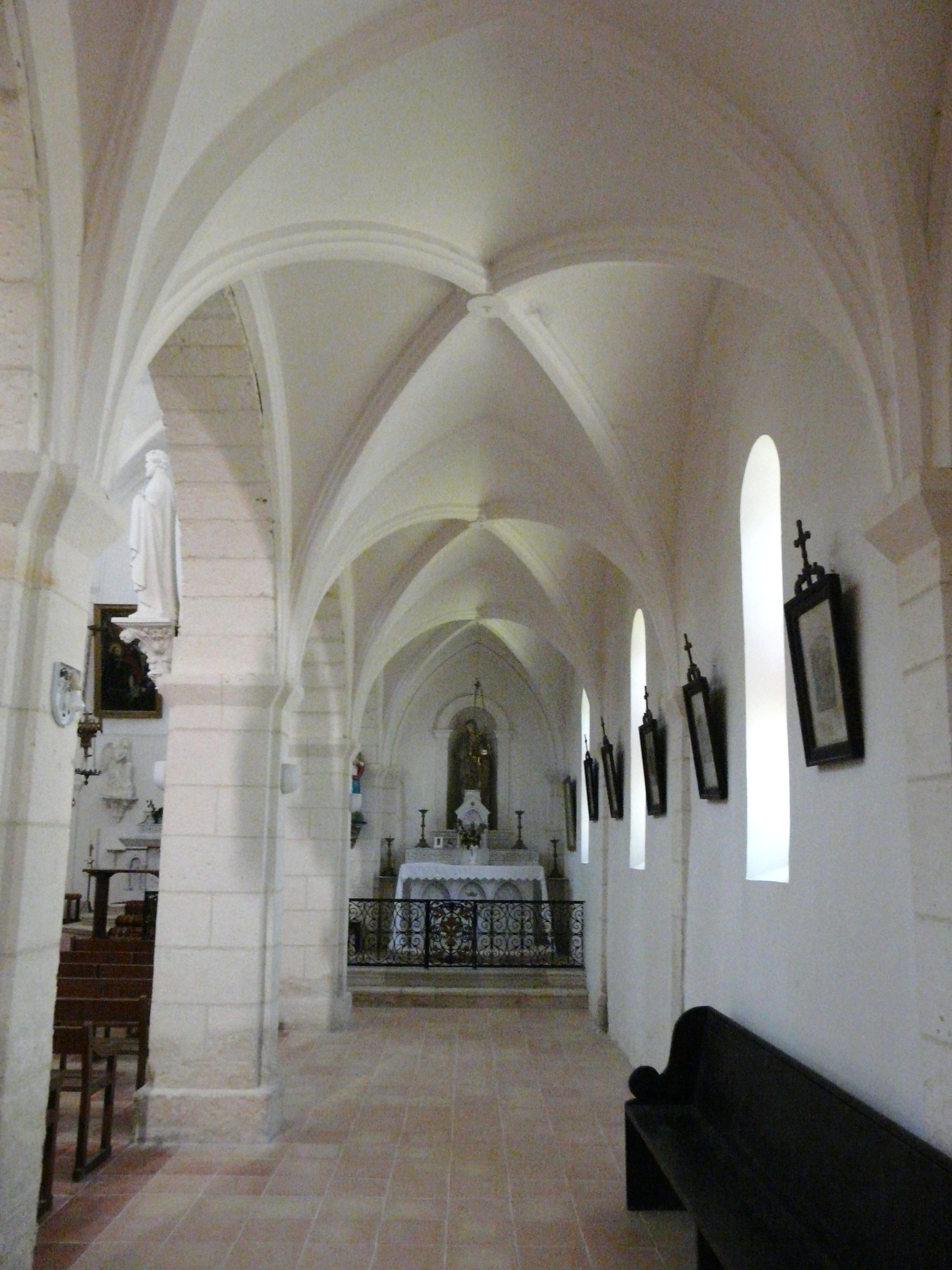
Nördliches Nebenschiff
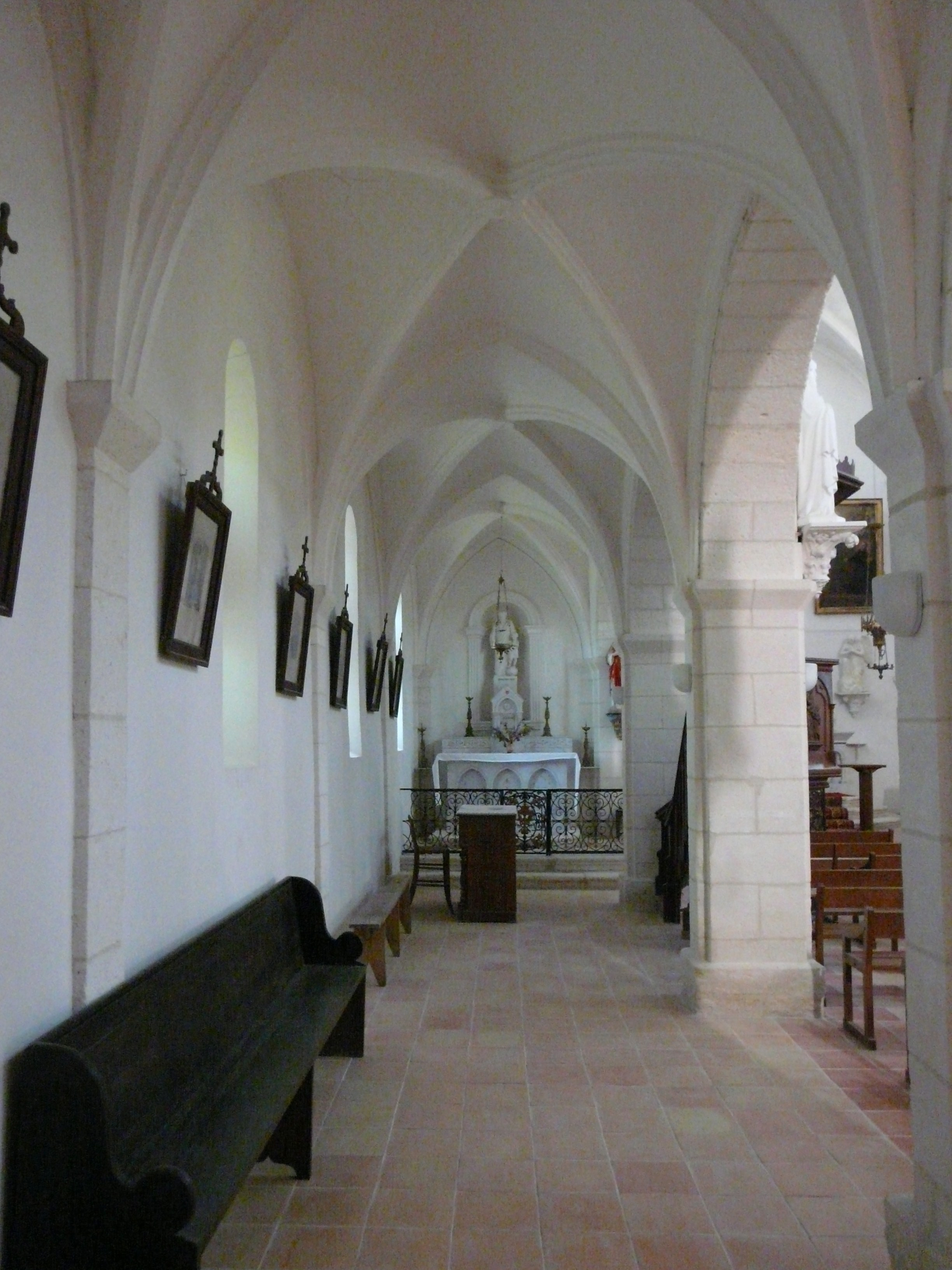
Südliches Nebenschiff

### Schloss Monciaux

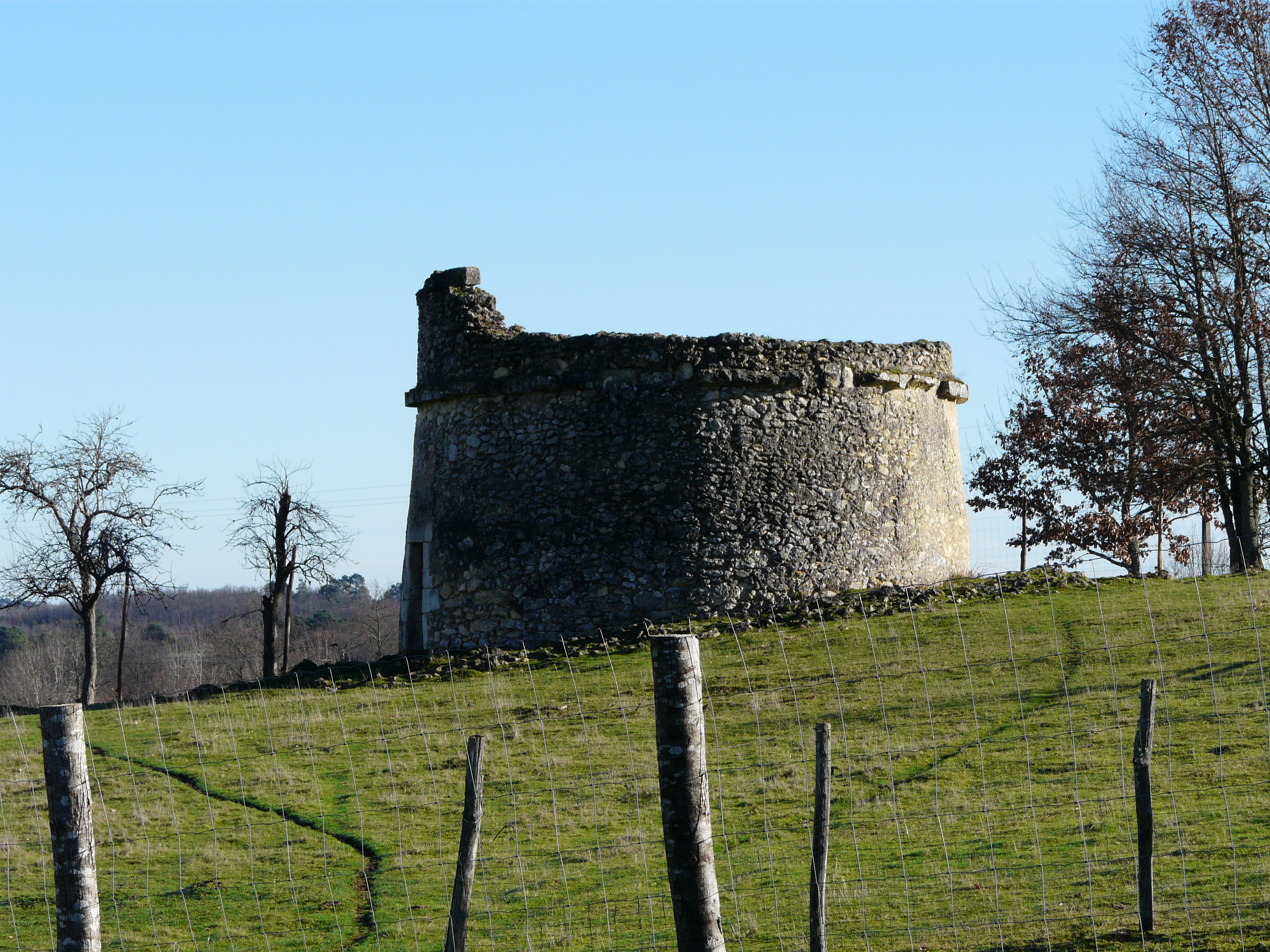
Ehemaliger Taubenschlag

Es ist im 19. Jahrhundert erbaut worden und diente den Familien de la Farque und du Jonchay als Wohnsitz. Es besteht aus zwei T-förmig angeordneten Wohntrakten. Vier Fenster und Türen auf jeder Etage akzentuieren die Fassaden in Richtung Innenhof und in Richtung Garten. Jeder Endpunkt des Gebäudes ist mit hexagonalen dreigeschossigen Türmen bestückt, die kleine Schießscharten besitzen. Das Gebäude befindet sich in der Mitte seines Parks, umgeben von ehemaligen landwirtschaftlichen Nebengebäuden. Im Jahre 2003 wurden die Landgüter von Monciaux und la Sudrie von zwei verschiedenen Besitzern gekauft. Das Landgut von Monciaux hat seinen Hotel- und Tourismusbetrieb behalten, das Landgut la Sudrie hat den Betrieb eines Reiterzentrums aufgenommen mit Einrichtungen hohen Niveaus, u. a. mit einer olympischen Reitbahn.

### Ehemaliger Taubenschlag
In der Nähe des Zentrums von Bourrou erhebt sich die Ruine eines ehemaligen Taubenschlags am Hang eines Hügels, der die Landschaft überragt. Er gehört zur Sorte von freistehenden Taubenschlägen, die insbesondere im 18. Jahrhundert aufgestellt wurden. Sein Umfang und die Dicke der Mauern zeigen an, dass er einst einem Reichen gehörte, der ein sehr großes Landgut besaß.

## Wirtschaft und Infrastruktur
Die Landwirtschaft ist einer der wichtigsten Wirtschaftsfaktoren der Gemeinde, die ebenfalls auf den „grünen“ Tourismus setzt.

### Sport und Freizeit
Das Reiterzentrum von Bourrou bietet auf einer Fläche von 61 Hektar u. a. diverse Reitkurse und -trainings, Ausritte und an Bedürfnissen behinderter Menschen orientierten Pferdesport an.

### Verkehr
Die Route départementale 4 verbindet die Gemeinde im Norden mit der Nachbargemeinde Manzac-sur-Vern und im Südwesten mit der Nachbargemeinde Villamblard  Außerdem ist Bourrou erreichbar über die Route départementale 42, die die Gemeinde an die Route nationale 21, die Verbindung Périgueux–Bergerac, anknüpft.

## Persönlichkeiten
Jean-Louis-Auguste Clavel, bekannt unter dem Namen als Kanoniker Clavel de Saint-Geniez, geboren am 21. Januar 1808 in Saint-Geniez-d’Olt (Département Aveyron), gestorben im Jahre 1876, war katholischer Priester sowie Arzt und Botaniker. Nach seiner Ordination war er u. a. Pfarrer der Gemeinde Bourrou.